# Brezčeljustnice
Brezčeljustnice (znanstveno ime Agnatha) so se pojavile pred več kot 500 milijoni let, prej kot katerakoli danes živeča vrsta rib. Nekdaj številna in raznovrstna skupina se je do danes skrčila na maloštevilne piškurje in glenavice. Oboji imajo dolgo telo, gladko kožo brez lusk ter usta brez čeljusti, ki jih uporabljajo za pritrjanje in sesanje hrane.